# Veysonnaz
Veysonnaz ist eine politische Gemeinde und eine Burgergemeinde im Bezirk Sitten des Kantons Wallis in der Schweiz. 

## Geographie
Die Gemeinde liegt im Rhônetal am südlichen Hang, etwa 15 km südlich der Kantonshauptstadt Sitten auf etwa 1200 m ü. M. bis 1400 m ü. M. Ihr westlicher Teil liegt am Hang des Printze-Tales und grenzt hier an die Gemeinde Nendaz.
Heute ist Veysonnaz als Ferienstation im Verbund des Skigebietes 4 Vallées bekannt. Wiederholt wurden auf der Piste de l’Ours Skiweltcup-Rennen der Damen und Herren in den Disziplinen Abfahrt, Super-G und Slalom ausgetragen.
Es ist ein weites Wanderwegenetz markiert, das in der schneefreien Zeit unter anderem auch entlang von Bisses (historische Bewässerungsgräben) führt. Die beiden bedeutendsten sind die Bisse de Vex und die Bisse de Salins.
Veysonnaz ist flächenmässig die kleinste Gemeinde im Kanton Wallis.

## Bevölkerung
| Bevölkerungsentwicklung | Bevölkerungsentwicklung | Bevölkerungsentwicklung | Bevölkerungsentwicklung | Bevölkerungsentwicklung | Bevölkerungsentwicklung | Bevölkerungsentwicklung | Bevölkerungsentwicklung | Bevölkerungsentwicklung | Bevölkerungsentwicklung | Bevölkerungsentwicklung |
| ----------------------- | ----------------------- | ----------------------- | ----------------------- | ----------------------- | ----------------------- | ----------------------- | ----------------------- | ----------------------- | ----------------------- | ----------------------- |
| Jahr                    | 1850                    | 1900                    | 1950                    | 2000                    | 2010                    | 2012                    | 2014                    | 2016                    | 2018                    | 2020                    |
| Einwohner               | 201                     | 233                     | 371                     | 467                     | 567                     | 568                     | 606                     | 611                     | 604                     | 588                     |

## Galerie

Veysonnaz vom Nachbarort Nendaz gesehen
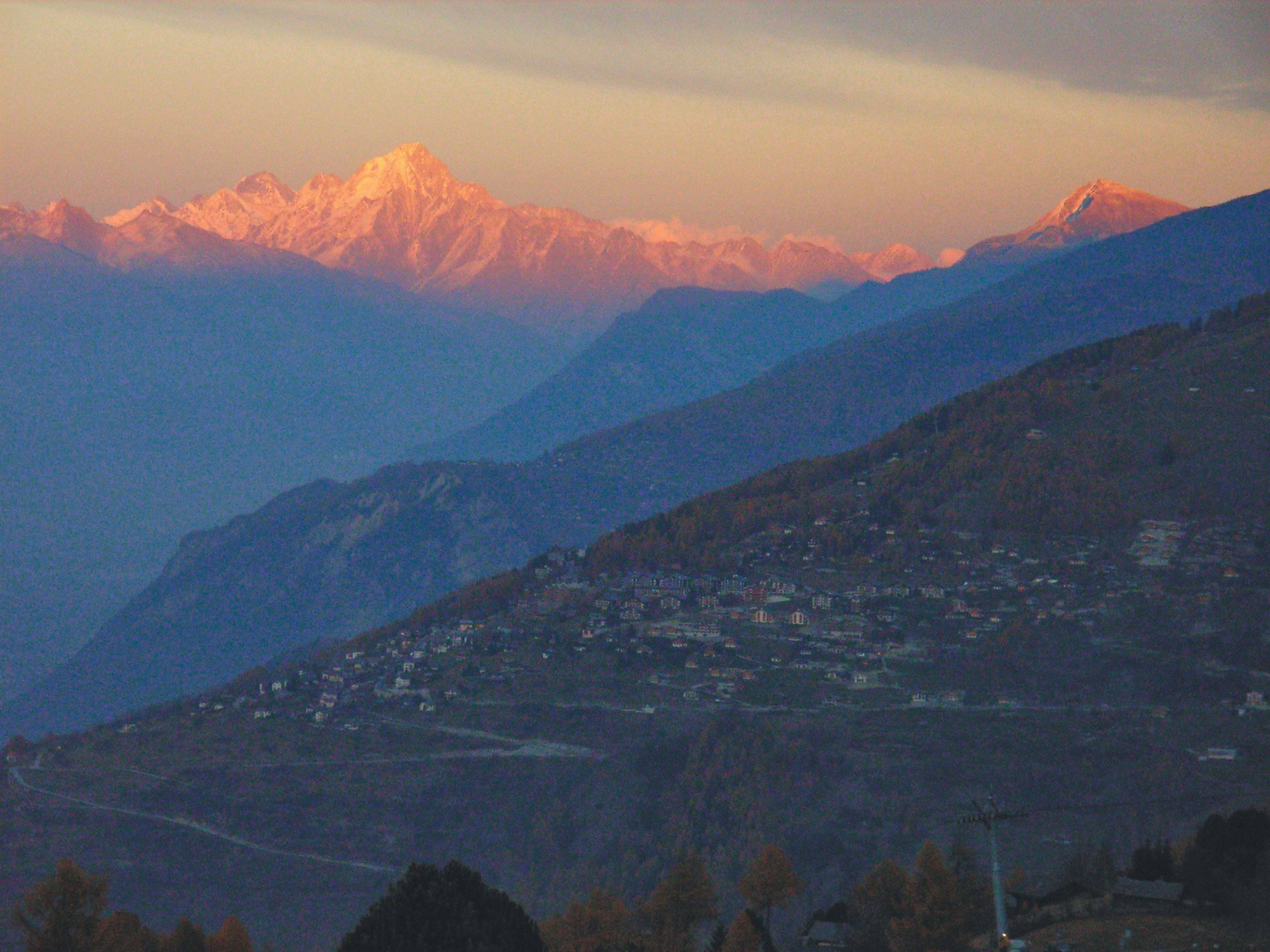
Veysonnaz mit Alpenglühen
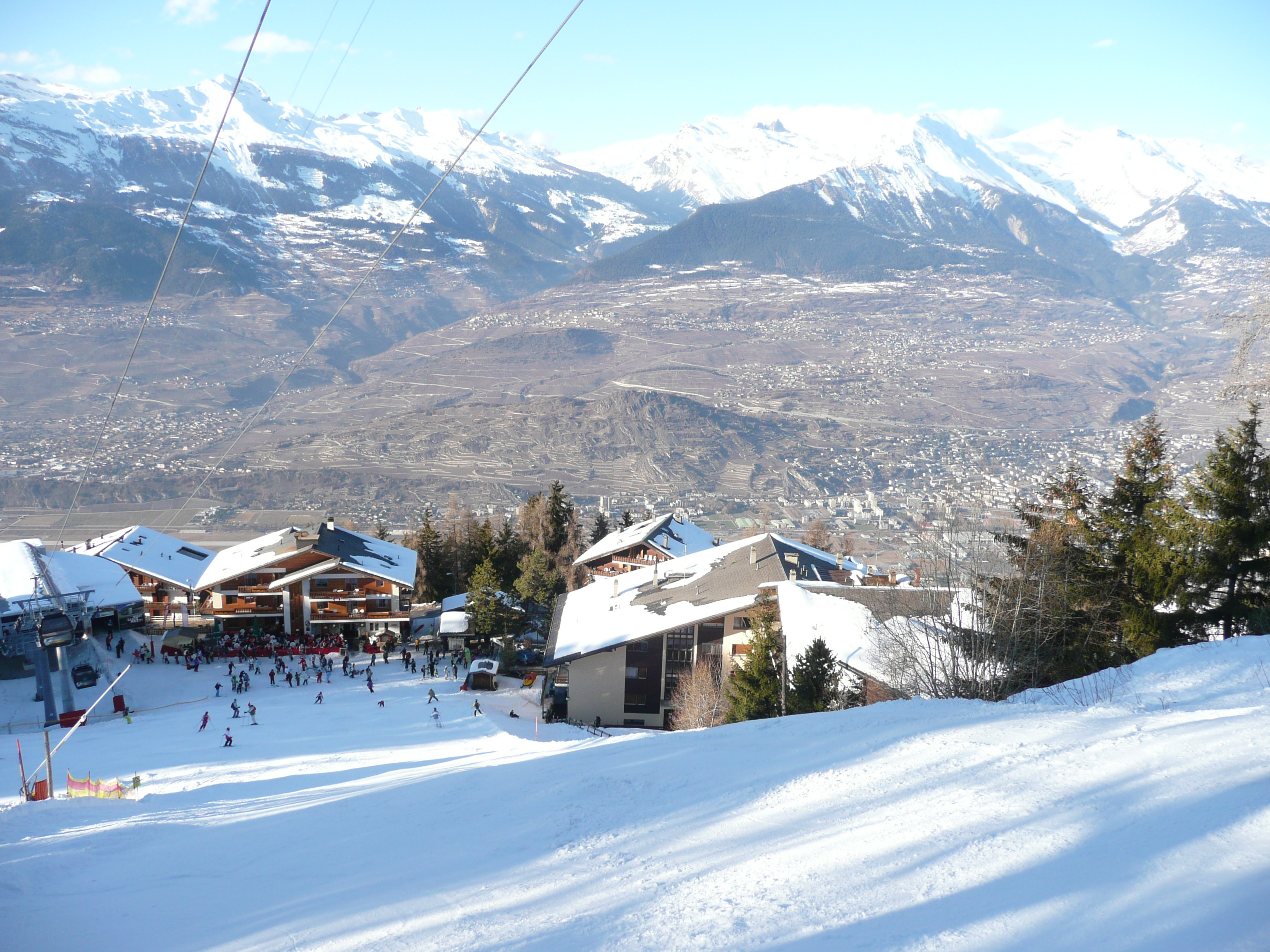
Wintersportort Veysonnaz über dem Rhonetal